# Carrascosa
Carrascosa là một đô thị trong tỉnh Cuenca, cộng đồng tự trị Castile-La Mancha Tây Ban Nha. Đô thị này có diện tích là 104,4 ki-lô-mét vuông, dân số năm 2009 là 602 người với mật độ 5,77 người/km². Đô thị này có cự ly 110 km so với Madrid.